# Никитина, Серафима Евгеньевна
Серафи́ма Евге́ньевна Ники́тина (1 сентября 1938, Саратов — 2 октября 2024) — советский и российский лингвист, фольклорист. Специалист по старообрядчеству и духовной культуре молокан и духоборцев. Доктор филологических наук (2000).
Главный научный сотрудник сектора прикладного языкознания Института языкознания РАН. Ведущий научный сотрудник сектора живой традиционной культуры Российского научно-исследовательского института культурного и природного наследия имени Д. С. Лихачёва (Института Наследия).

## Биография
Родилась 1 сентября 1938 года в Саратове.
В 1960 году окончила филологический факультет Саратовского государственного университета имени Н. Г. Чернышевского. В 1963 году окончила аспирантуру Института языкознания АН СССР.
С 1970 года работала в Институте языкознания АН СССР (позже — Институт языкознания РАН). Главный научный сотрудник сектора прикладного языкознания.
Доктор филологических наук (1999). Тема докторской диссертации: «Культурно-языковая картина мира в тезаурусном описании (на материале фольклорных и научных текстов)», утверждена в 2000 году.
Ведущий научный сотрудник сектора живой традиционной культуры Российского научно-исследовательского института культурного и природного наследия имени Д. С. Лихачёва (Института Наследия).
Научные интересы: язык науки, язык фольклора, этнолингвистика, культура русских конфессиональных групп.
С 1974 года проводила полевые исследования старообрядчества. Последние годы занималась духовной культурой молокан и духоборцев.
Читала специальные курсы по русскому сектантству, сделала свыше 15 докладов на международных конференциях. Участвовала в нескольких десятках экспедиций, в том числе в США. Научный руководитель ряда документальных фильмов.
Автор более 200 публикаций, в том числе шести монографий.
Умерла 2 октября 2024 года после продолжительной болезни в возрасте 86 лет.

## Фильмография (научный руководитель)
- 1987 — Духоборы-87
- 1993 — Духовное пение молокан

## Дискография (научный руководитель, сопроводительный текст)
- 1993 — Поют духоборцы Джавахетии (альбом из двух пластинок)

## Награды и премии
- 1988 — Первая премия на фестивале этнографических фильмов (Пярну, Эстония) за фильм «Духоборы-87»